# Shane McMahon
 (juin 2021).
Pour les articles homonymes, voir McMahon.
Shane McMahon (né le 15 janvier 1970 à Gaithersburg (Maryland)) est un catcheur et actionnaire minoritaire américain. Il est le fils de Vince McMahon et Linda McMahon, le frère aîné de Stephanie McMahon-Levesque et le beau-frère du catcheur Triple H. Il est connu pour son travail à la World Wrestling Entertainment.

## Jeunesse
McMahon étudie à l'université Roger Williams au Rhode Island avant d'aller à l'université de Boston. Durant cette période, il travaille ponctuellement pour la World Wrestling Federation en tant que mannequin pour les publicités des produits dérivés de l'entreprise.

## Carrière de catcheur

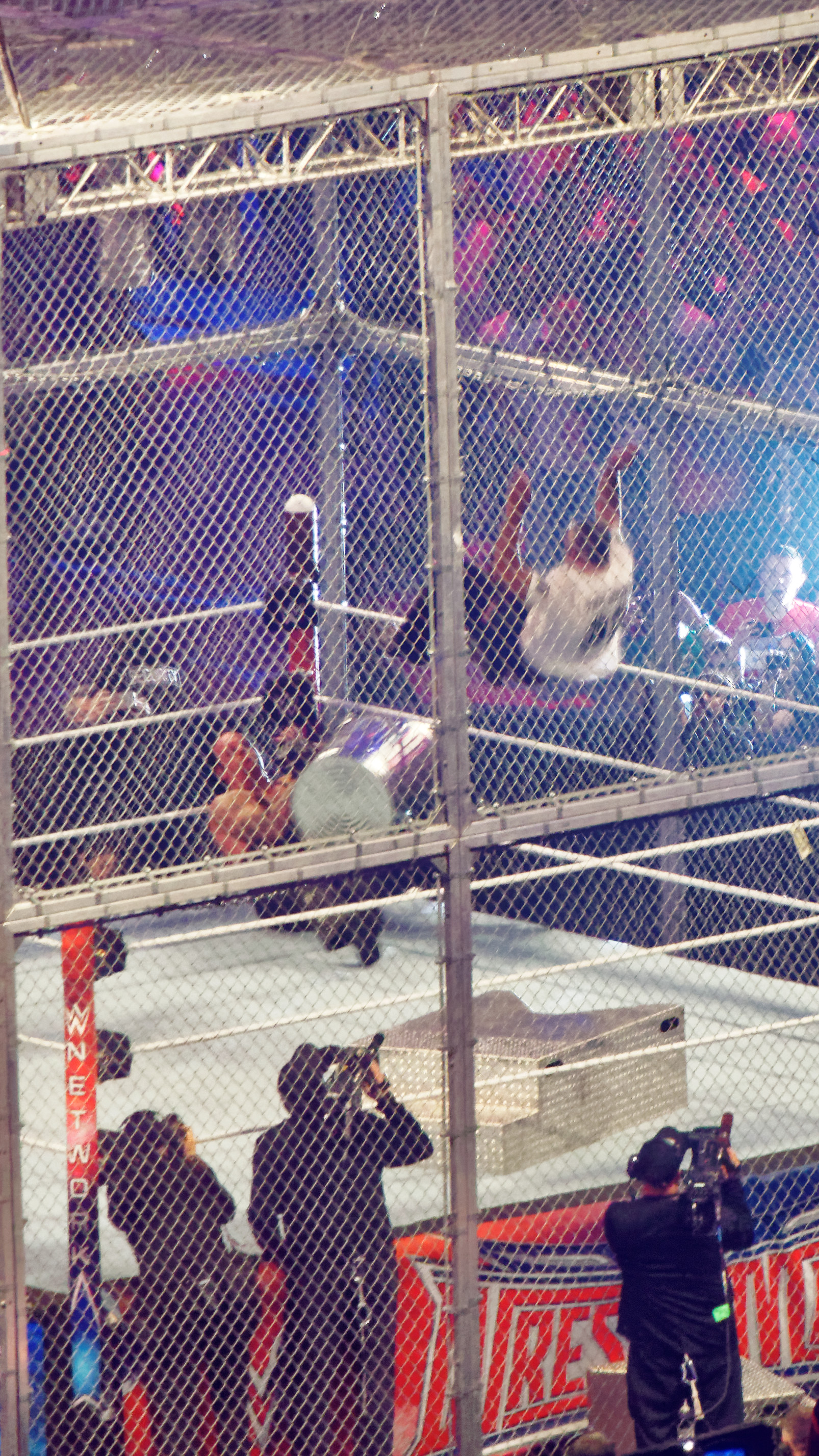
Shane appliquant le Coast-to-coast à l'Undertaker lors de son retour à la WWE à WrestleMania 32.

### World Wrestling Federation/Entertainment (1990-2010)

#### Débuts & arbitre (1990)
Au début des années 1990, McMahon rejoint la World Wrestling Federation (WWF) en tant qu'arbitre sous le nom de Shane Stevens.

#### Diverses apparitions (1998-2000)
Après sa période comme commentateur, il devient un personnage régulier, se tournant contre son père lorsqu'il signe Austin sous contrat après le renvoi de ce dernier par Vince. Mais aux Survivor Series[Lequel ?], Shane trahit Austin et se joint à la « Corporation » de son père.
Il remporte le titre européen face à X-Pac. Les deux s'affronteront à nouveau lors de WrestleMania 15, il recevra l’aide de ses amis d'enfances les Mean Street Posse et conservera son titre.
Après WrestleMania, Shane prend le plein contrôle de la Corporation. Avec des lutteurs comme Triple H dans son nouveau clan, il affronte le nouveau groupe de son père, « l'Union ». Lors de la première de SmackDown sur UPN, Shane joindra ses forces à la Ministry Of Darkness de l'Undertaker. Plus tard, nous apprendrons que Vince était le maître d’œuvre derrière ce clan et son « face turn » n'était qu’un complot pour reprendre le titre de la WWF à Steve Austin. Austin affrontera Shane et Vince dans un Ladder match (match avec échelle) lors de King of The Ring 1999.
Après que Steve Austin a pris le contrôle de la compagnie dans la storyline, Shane s’en prend à Test, qui selon l'histoire en cours fréquente sa sœur Stephanie McMahon. Voulant protéger cette dernière, Shane « feud » avec Test et avec l’aide de ses copains des Mean Street Posse, fait de la vie de Test un véritable enfer. À SummerSlam 1999, Shane affronte Test dans un « Love Her or Leave Her » match (« Aime-la, ou quitte-la »), avec, bien sûr vous l’aurez compris, la stipulation que si Shane gagne le combat Test et Stephanie doivent cesser leur fréquentation. Test réussit à l’emporter et peut avec l’approbation du grand frère poursuivre sa relation avec Stephanie. Plus tard, Stephanie fera un « heel turn » et laissera tomber Test comme une vieille chaussette au profit de Triple H. Avec l’arrivée de l’ère McMahon-Helmsley, les autres membres de la famille McMahon disparaissent pour un temps de notre petit écran télé.
Lors de No Way Out 2000, Shane fait son retour en aidant le Big Show à vaincre The Rock. Ce qui commence la fameuse route vers Wrestlemania 2000. Justement, à ce WrestleMania, lors du « main event » qui oppose 4 lutteurs pour le titre de la WWF, on verra un McMahon à chacun des coins pour encourager leur protégé. The Rock est accompagné de Vince, le Big Show par Shane, Triple H par Stephanie, et Mick Foley par Linda McMahon. Le Big Show sera le premier homme éliminé, et peu de temps après, Shane et lui se sépareront pour nous mener à un combat entre les 2 à Judgment Day 2000, que remportera Shane avec l’aide de Test et Albert. Dans les mois suivants, Shane s’allie avec des lutteurs comme Edge & Christian, qui l’aideront entre autres à vaincre Steve Blackman dans un combat pour le titre Hardcore. Shane perdra le titre lors de SummerSlam 2000 face à Blackman dans un combat revanche, il perdra le titre après avoir été frappé par un « elbow drop » de plus de 30 m dans les airs…. Shane disparaîtra ensuite et ne fera que quelques apparitions occasionnelles.

#### The Alliance (2001)
En 2001, Shane McMahon devient « face » encore une fois dans une feud face à son père. La World Championship Wrestling (WCW) est vendu à la World Wrestling Federation une semaine avant le combat entre Shane et Vince à WrestleMania X-Seven. La WWF décide donc d’utiliser cet achat dans la storyline, Vince McMahon commence par exiger à Ted Turner de venir à WrestleMania finaliser la vente de la WCW. Comme d’habitude l’ego de Vince est à son meilleur niveau et Shane McMahon saisit l’occasion pour devancer Vince et se procure la WCW au grand dam de son père.
Alors que les semaines et mois avancent, Shane mène ses lutteurs de la WCW dans une bataille face à la WWF de son père. Éventuellement se joindra à sa troupe Paul Heyman et sa bande de la Extreme Championship Wrestling (ECW) au côté de leur nouveau propriétaire Stephanie McMahon. Le groupe se fait alors appeler « The Alliance » et complote pour détruire la WWF.
Cependant, l’angle de l’Alliance est un vrai fiasco auprès des fans de lutte et le tout se termine brutalement lors des Survivor Series 2001 avec la défaite et la disparition de l’Alliance. Le lendemain à RAW, Vince McMahon congédiera Shane et Stephanie McMahon.
À la suite de la destruction de l’Alliance, Shane reste en coulisse et ne fera qu’une brève apparition lors de WrestleMania XIX, lorsqu’il viendra voir comment va son père à la suite du Street Fight (« combat de rue ») de ce dernier face à Hulk Hogan.
À l’été 2003, il revient « face » dans une feud avec Kane et Eric Bischoff. Tout le monde sait qu’il déteste Eric Bischoff et qu’il croit que Vince aurait dû le nommer lui « General Manager » de RAW et non Bischoff. Il bat ce dernier dans un Street Fight au SummerSlam 2003. Shane McMahon se retrouve au même moment dans une histoire intense avec Kane qui porta son tombstone a Linda McMahon, qui atteindra son paroxysme dans des défaites dans un Last Man Standing match (« dernier homme debout »)à Unforgiven 2003 et dans un Ambulance match aux Survivor Series 2003.
Après les Survivor Series, Shane McMahon quitte RAW pour se consacrer à sa famille et à son emploi au sein de la compagnie (Équipe créative). Lors de WrestleMania XX, Shane McMahon apparaît brièvement à la caméra lors de l’ouverture avec Vince McMahon et son fiston de quelques mois - Les 3 générations de McMahon sur la même scène. Shane McMahon apparaîtra à nouveau lors de WWE Homecoming en octobre 2005, lorsqu’il intervient dans le ring face à Stone Cold qui vient de Stunner son père, Shane recevra, comme le reste de sa famille, le même traitement.

#### Rivalités avec Shawn Michaels et la D-Generation X (2006-2008)
Shane McMahon revient à temps plein et pour une rare fois en « heel » (« méchant ») alors qu’il se joint à son père Vince dans sa « feud » (« guerre ») contre Shawn Michaels. Après des semaines où il attaque Shawn par derrière, et où il force HBK à devenir membre du « Kiss My Ass Club », Shane affronte Michaels dans un Street Fight lors de WWE Saturday Night's Main Event et dans une reconstitution du fameux « Montréal Screwjob », Shane McMahon place Michaels dans le Sharpshooter (prise de soumission) alors que Vince McMahon demande que l’on sonne la cloche pour donner la victoire à Shane McMahon.
La feud prend une tournure religieuse lorsque après Wrestlemania 22 (ou Michaels l'emporte), quand Vince McMahon déclare que la victoire de Michaels est la résultante d’une « intervention divine », et qu’il annonce un combat par équipe avec lui et Shane face à Michaels et « God » pour Backlash 2006. Vince commence à agir de façon de plus en plus étrange et se considère jusqu’à un certain point un Dieu. Shane se fait alors présenter par Vince comme « le produit de sa semence » « ...the product of his semen ». Le duo battra Michaels à Backlash avec l’aide du Spirit Squad.
Cette rivalité amènera aussi la participation de Triple H, qui se retournera petit à petit contre les McMahon et la Spirit Squad, reformant la D-Generation X avec Shawn Michaels. Au début de son « face turn » Triple H frappera « accidentellement » Shane avec son Sledgehammer alors que la cible était Shawn Michaels.
Shane fit une apparition sur le site de la WWE pour ainsi expliquer l'accident de son père et de donner des nouvelles de celui-ci.
Lors de l'émission de RAW du 28 juillet 2008, Shane fit une apparition pour donner des nouvelles de Vince Mcmahon. Il nommera Mike Adamle en tant que general manager qui restera en poste jusqu'à la célébration du 800e épisode de RAW le 3 novembre 2008 où ce dernier démissionne. Shane assurera le poste de General Manager par intérim jusqu'aux « Survivor Series 2008 » après lesquels il laisse la direction à sa sœur Stephanie McMahon sur une dispute, elle, lui reprochant de ne pas la consulter.
Furieux contre Randy Orton, Shane le tabasse. Il voudra aussi le défier dans un match « aucune prise interdite » où ça se terminera très mal car Cody Rodes, Ted Dibiase et Randy Orton le tabasseront et le blesseront à la tête avant de s'en prendre à Stephanie Mcmahon, la femme de Triple H et manager général de Raw.

#### Rivalité avec Randy Orton et départ (2009-2010)
Le 26 janvier 2009 à Raw, il attaque Randy Orton. Le 15 février à No Way Out, il perd face à The Apex Predator dans un No Holds Barred match.
Le 26 avril à Backlash, Triple H, Batista et lui perdent face à The Legacy (Cody Rhodes, Ted DiBiase Jr et Randy Orton) dans un 6-Man Tag Team match, son beau-frère ne conservant pas son titre de la WWE[réf. nécessaire].
Le 16 octobre, il annonce officiellement son départ de la compagnie, qui prendra effet le 1er janvier 2010[réf. nécessaire].

### Retour à la World Wrestling Entertainment (2016-2022)

#### Retour, commissionnaire deSmackDown Liveet diverses rivalités (2016-2019)
Le 22 février 2016 à Raw, il fait son retour à la World Wrestling Entertainment, après 6 ans d'absence, acclamé par le public. Il défie son père et sa sœur cadette en demandant le contrôle du show rouge, mais le premier lui propose un marché : s'il bat l'Undertaker dans un Hell in a Cell Match à WrestleMania 32, il aura le contrôle total de Raw. En cas de défaite, son père restera aux manettes.
Le 3 avril à WrestleMania 32, il perd face au Phenom dans un Hell in a Cell match. Le lendemain à Raw, alors qu'il annonce ses adieux, Vince McMahon accepte de lui confier la gestion du show rouge pour la nuit. Le 1er mai à Payback, The Chairman confie officiellement les commandes du show rouge à sa fille cadette.
Le 11 juillet à Raw, son père le nomme officiellement commissionnaire de SmackDown Live. La semaine suivante à Raw, il nomme officiellement Daniel Bryan General Manager du show bleu, tandis que sa sœur cadette nomme officiellement Mick Foley General Manager du show rouge. Le 21 août à SummerSlam, après la victoire de Brock Lesnar sur Randy Orton, il subit un F-5 du premier en tentant de s'interposer pour protéger le second.
Le 20 novembre aux Survivor Series, l'équipe SmackDown (AJ Styles, Dean Ambrose, Bray Wyatt, Randy Orton et lui) perd face à celle de Raw (Kevin Owens, Chris Jericho, Braun Strowman, Roman Reigns et Seth Rollins) dans un Man's 5-on-5 Traditional Survivor Series Elimination Tag Team match.
Le 3 avril 2017 à WrestleMania 33, il perd face à AJ Styles. Deux soirs plus tard à SmackDown Live, alors qu'il parle du Superstar Shake-Up, The Phenomenal l'interrompt en disant que le show bleu est sa maison, qu'il ne souhaite aller nulle part et qu'il a du respect pour lui. Ils échangent une poignée de mains et AJ Styles effectue un Face Turn.
Le 20 août à SummerSlam, il est officiellement arbitre spécial du match entre AJ Styles et Kevin Owens, pour le titre des États-Unis de la WWE, et permet au premier de conserver son titre face au second.
Le 8 octobre à Hell in a Cell, il perd face au Canadien dans un Falls Count Anywhere Hell in a Cell match, à la suite d'une intervention extérieure de Sami Zayn qui a effectué un Heel Turn en sauvant son compatriote. Le 19 novembre aux Survivor Series, l'équipe SmackDown (Bobby Roode, John Cena, Randy Orton, Shinsuke Nakamura et lui) perd face à celle de Raw (Kurt Angle, Braun Strowman, Finn Bálor, Samoa Joe et Triple H) dans un Man's 5-on-5 Traditional Survivor Series Elimination Tag Team match. Pendant le match, il se fait attaquer par le duo canadien, qui sera repoussé par The Viper. Le 17 décembre à Clash of Champions, Daniel Bryan et lui sont arbitres spéciaux du Tag Team match entre Kevin Owens, Sami Zayn, Randy Orton et Shinsuke Nakamura, mais son GM fait gagner les premiers par compte rapide de trois, aux dépens des seconds.
Le 11 mars 2018 à Fastlane, il intervient pendant le 6-Pack Challenge entre AJ Styles, Baron Corbin, Dolph Ziggler, John Cena, Kevin Owens et Sami Zayn, pour le titre de la WWE, en empêchant les deux Canadiens de gagner le combat et le titre. Deux soirs plus tard à SmackDown Live, il annonce prendre une pause et un match entre Kevin Owens et Sami Zayn à WrestleMania 34. Les deux Canadiens l'interrompent, puis l'attaquent avec un Helluva Kick, une Pop-Up Powerbomb, le poussent contre un poteau avec une chaise autour du cou et une Powerbomb contre les caisses, après l'avoir traîné jusque dans les coulisses. Le 27 mars, il souffre d'une diverticulite aigüe et d'une hernie ombilicale, et va devoir subir d'urgence une opération chirurgicale.
Le 3 avril à SmackDown Live, il fait son retour, aux côtés de Daniel Bryan. Les deux hommes s'excusent mutuellement et se réconcilient avec un câlin. Le 8 avril à WrestleMania 34, ils battent les deux Canadiens par soumission. Le 27 avril au Greatest Royal Rumble, il entre dans le Royal Rumble en 47e position, mais se fait éliminer par le futur gagnant, Braun Strowman.
Le 2 novembre à Crown Jewel, il remplace The Miz, blessé, en finale de la coupe du monde de la WWE et remporte le match, ainsi que la coupe, en battant Dolph Ziggler. Le 18 novembre aux Survivor Series, l'équipe SmackDown (Samoa Joe, Jeff Hardy, Rey Mysterio, le Miz et lui) perd face à l'équipe Raw (Dolph Ziggler, Drew McIntyre, Braun Strowman, Finn Bálor et Bobby Lashley) dans un Man's 5-on-5 Traditional Survivor Series Elimination Tag Team match. Le 25 décembre à SmackDown Live, il accepte de former une alliance avec le Miz, qui effectue un Face Turn après une poignée de mains entre les deux hommes.
Le 27 janvier 2019 au Royal Rumble, le Miz et lui deviennent les nouveaux champions par équipe de SmackDown en battant The Bar, remportant les titres pour la première fois de leurs carrières. Le 19 février à Elimination Chamber, ils perdent face aux Usos, ne conservant pas leurs titres et mettant fin à un règne de 23 jours. Le 10 mars à Fastlane, ils ne remportent pas les titres par équipe de SmackDown, battus par leurs même adversaires. Après le combat, il effectue un Heel Turn en attaquant son désormais ex-partenaire, sous les yeux ébahis du père de ce dernier.
Le 7 avril à WrestleMania 35, il bat le Miz dans un Falls Count Anywhere Match. Le 19 mai à Money in the Bank, il rebat son même adversaire dans un Steel Cage Match. Le 7 juin à Super ShowDown, grâce aux interventions extérieures de Drew McIntyre, il bat Roman Reigns.
Le 14 juillet à Extreme Rules, Drew McIntyre et lui perdent face à Roman Reigns et l'Undertaker dans un No Holds Barred Match. Le 11 août à SummerSlam, il perd face à Kevin Owens, permettant à son adversaire de conserver sa place au sein de la compagnie.
Le 4 octobre, lors de la première diffusion de SmackDown sur Fox, il perd de nouveau face au Canadien dans un Ladder Match, ne décrochant pas la mallette. Après le match, ce dernier répète la phrase de Vince McMahon, « You're fired » avant de lui porter un Stunner.

#### Retour àRaw, rivalité avec Braun Strowman, retour au Royal Rumble et renvoi (2020-2024)
Le 3 août à Raw, il fait son retour, après 10 mois d'absence, en tant que promoteur d'un nouveau concept, où des catcheurs s'affrontent sur un ring sans cordes et dans des combats sans règles : Raw Underground.
Le 21 mars 2021 à Fastlane, il se blesse au genou à l'entraînement avant son match face à Braun Strowman, où il sera remplacé par Elias, qui perd le match.
Le 10 avril à WrestleMania 37, il perd face à son même adversaire dans un Steel Cage Match.
Le 29 janvier 2022 au Royal Rumble, il fait son retour après 10 mois d'absence en tant que Face, entre dans le Royal Rumble masculin en 28e position, élimine Kevin Owens avant d'être lui-même éliminé par le futur gagnant, Brock Lesnar. Quatre jours plus tard, il est renvoyé de la compagnie.
Le 2 avril 2023 à WrestleMania 39, il fait une apparition surprise. Il affronte le Miz, mais pendant le match, il se déchire le quadriceps, est contraint de déclarer forait et remplacé par Snoop Dogg qui bat son adversaire.
En juin 2024, il est rapporté que McMahon est libre de tout contrat et n’est donc plus lien en aucune manière à la WWE. Il rencontre le mois suivant Tony Khan (en), président d'All Elite Wrestling, pour discuter « des opportunités à venir ». Selon le Wrestling Observer, Shane McMahon pourrait se servir de cette opportunité pour faire pression sur la WWE et obtenir un plus gros contrat chez TKO (en),[source insuffisante].

## Palmarès
- World Wrestling Federation/Entertainment
  - 1 fois Champion Européen de la WWE
  - 1 fois Champion Hardcore de la WWE
  - 1 fois Champions par équipe de SmackDown avec The Miz
  - Vainqueur de la Coupe du monde (2018)

## Filmographie

### Cinéma
- 2002 : Rollerball de John McTiernan : le magnat des médias

### Télévision
- 2019 : NCIS : Los Angeles (série télévisée) : Steve Evans